# Готфрид I фон Шлюселберг
Готфрид I фон Шлюселберг (на немски: Gottfried I von Schlüsselberg; † 5 юни 1308) е господар на Шлюселберг (днес част от Вайшенфелд) в Бавария.

## Произход
Той е син на Улрих фон Шлюселберг († 1288) и съпругата му Хедвиг фон Грюндлах († 1283/1288), дъщеря на Хердеген фон Грюндлах († 1285) и Ирментрудис († ок. 1279). Брат е на Еберхард III фон Шлюселберг († 1306) и на Улрих († 1322), епископ на Бамберг (1318 – 1321) и Бриксен (1322).

## Фамилия
Първи брак: ок. 1286 г. с графиня Мехтилд фон Вертхайм († 1298), дъщеря на граф Попо IV (Бопо IV) фон Вертхайм († 1283) и Мехтилд фон Епщайн († сл. 1285). Те имат две деца:
- Елизабет фон Шлюселберг († сл. 18 февруари 1339), омъжена пр. 28 декември 1306 г. за граф Конрад V фон Файхинген „Млади“ († сл. 24 април 1352)
- Готфрид фон Шлюселберг († 18 юли 1300)

Втори брак: пр. 22 февруари 1300 г. с графиня Маргарета фон Катценелнбоген († сл. 3 януари 1336), дъщеря на граф Вилхелм I фон Катценелнбоген († 1331) и Ирмгард фон Изенбург-Бюдинген († 1302/1303), дъщеря на Лудвиг фон Изенбург-Клееберг. Бракът е бездетен.
Маргарета фон Катценелнбоген се омъжва втори път пр. 5 август 1310 г. за рауграф Георг II фон Щолценберг († 6 юли 1350).